# Singulares
 (mai 2013).
Les Singulares (au singulier, singularis) sont des soldats romains qui prennent en charge, à la place des Speculatores, les fonctions de garde du corps des légats gouverneurs de province (singulares legati), à partir des Flaviens (peut-être de l'empereur Domitien), et des légats de légions, à partir de l'empereur Trajan. Les préfets du prétoire, tribuns des cohortes prétoriennes et urbaines, les tribuns laticlave et préfets d'aile disposaient également de singulares. Les tribuns prétoriens, urbains et angusticlave auraient aussi un singularis de rang inférieur, le secutor.
Les singulares constituaient un numerus commandé par un centurion légionnaire portant le titre de praepositus ou curam agens. Ils étaient (cavaliers ou fantassins) recrutés dans les ailes de la province et les cohortes et s'ajoutaient aux stratores, attachés à la même tâche. Les singulares servaient environ trois ans auprès du gouverneur. Ils restaient inscrits dans les registres de leur unité d'origine. Ils formaient une réserve et une école de gradés. Ils disparaissent dans la deuxième moitié du troisième siècle remplacés par les protectores. Ils sont aussi à l'origine du corps de la garde impériale des Equites Singulares Augusti.

## Secutor
Soldat de l'armée romaine dont la fonction, mal connue, était liée à la sécurité de certains officiers comme les tribuns prétoriens, urbains et angusticlave. Il s'agirait d'un singularis de rang inférieur.